# Dighawani
Dighawani é uma vila no distrito de Chhindwara, no estado indiano de Madhya Pradesh.

## Demografia
Segundo o censo de 2001, Dighawani tinha uma população de 7935 habitantes. Os indivíduos do sexo masculino constituem 53% da população e os do sexo feminino 47%. Dighawani tem uma taxa de literacia de 61%, superior à média nacional de 59,5%: a literacia no sexo masculino é de 70% e no sexo feminino é de 51%. Em Dighawani, 13% da população está abaixo dos 6 anos de idade.